# Districte de Jaisalmer

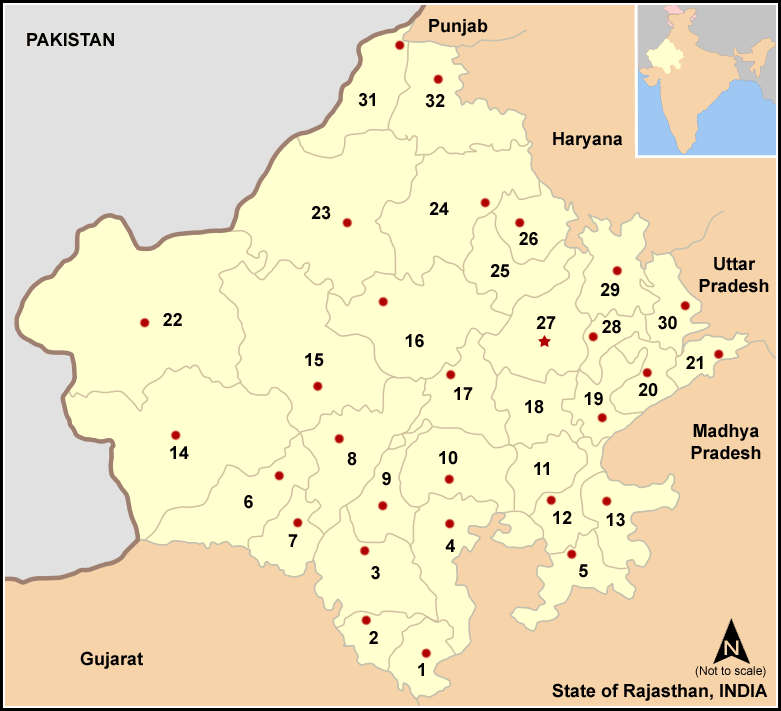
situació, el districte de Bikaner és el nº 22

El districte de Jaisalmer és una divisió administrativa de l'estat de Rajasthan, Índia, amb capital a Jaisalmer (ciutat). És el districte més gran del Rajasthan i el tercer de l'Índia. Té una frontera de 471 km amb Pakistan. El districte és en gran part desèrtic; el desert s'anomena Thar i està repartit entre Índia i Pakistan

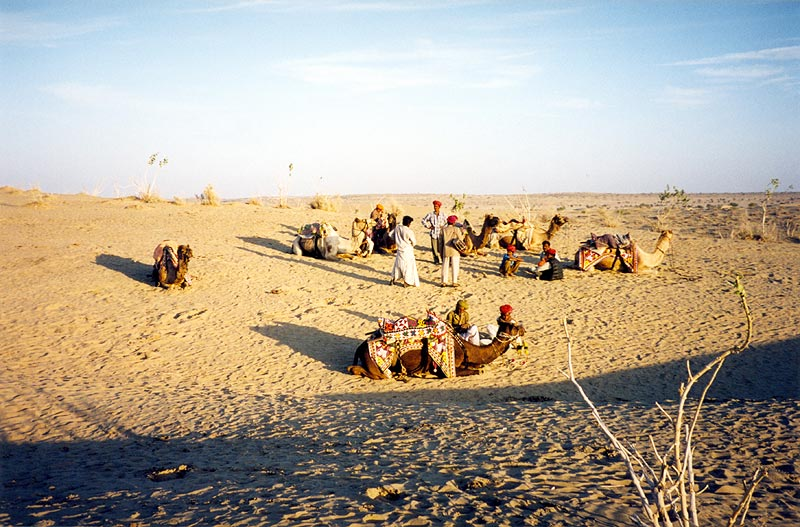
el desert de Thar

## Geografia
No hi ha cap riu permanent; els existents, estacionals, són el Kakni, de 45 km que acaba en una mena de llac anomenat Bhuj-Jhil. El clima és sec i calorós, i els productes cultivats són de secà. El districte depèn en part del turisme amb prop de 300.000 turistes l'any.
La superfície és de 38.401 km² (més de l'11% del Rajasthan) i la població al cens del 2011 era de 669.919 habitants.

## Administració
Està format per tres tehsils, cadascun dels quals és també una subdivisió fiscal:
- Jaisalmer
- Pokaran
- Fatehgarh

Hi ha dos nagar palika (municipalitats): jaisalmer i Pokaran, i tres blocs de desenvolupament rural (blocks o panchayat Samiti): Jaisalmer, Sam i Sankra. Hi ha 744 pobles petits dels quals 707 estan habitats, i 128 Gram panchayats (pobles de més de 200 habitants)